# Youssouf Fofana (labdarúgó, 1999)
Youssouf Fofana (Párizs, 1999. január 10. –) világbajnoki ezüstérmes mali származású francia labdarúgó, az AC Milan játékosa, és a francia válogatott tagja.

## Pályafutása

### Strasbourg
Forfana szülővárosában Párizsban kezdte meg karrierjét, majd további két csapat akadémiáján is szerepelt. 2017. február 21-én igazolta le a strasbourgi együttes.
A 2017/18-as szezonban a klub B csapatának játékosa lett.
2018. augusztus 19-én nevezték a felnőttcsapatba a AS Saint-Étienne elleni bajnokira a 2018/19-es idény 2. fordulójában, a következő fordulóban debütált idegenbeli környezetben az Olympique Lyon elleni mérkőzés utolsó 6 percében.
Október 30-án szerezte első gólját a Lille OSC elleni 2–0-s Ligakupa mérkőzésen.

### Monaco
2020. január 29-én szerződtették 15 millió euróért, és négyéves szerződést írt alá.
Három nappal később a 2019/20-as idény 22. fordulójában mutatkozott be kezdőként idegenbeli környezetben a Nîmes Olympique elleni 3–1-re elvesztett bajnokin, és a csapat egyetlen góljánál asszisztot készített elő, Wissam Ben Yeddernek.
2021. augusztus 3-án lépett pályára a Monaco színében nemzetközi porondon a Bajnokok Ligája selejtezőjében a Sparta Praha elleni idegenbeli 2–0-ra megnyert találkozón. Később kiestek a selejtező második szakaszából, így a Európa Ligában indulhattak. 
Az első mérkőzést az osztrák Sturm Graz ellen játszották, amely mérkőzést 1–0-ra megnyerték, Fofana az utolsó 17 percben lépett pályára.
Az első gólját november 25-én szerezte a Real Sociedad elleni 2–1-s találkozón, melyen az utolsó; győztes gólt jegyezte.
2023. március 5-én lépett pályára 100. Ligue 1 mérkőzésén a 2–2-re végződő Troyes elleni bajnokin.

### AC Milan
2024. augusztus 17-én a Serie A-ban szereplő AC Milan igazolta le, Fofana 2028 nyaráig írt alá az olasz klubhoz. A 2025–2026-os szezont új mezszámmal a hátán kezdi meg, ugyanis Theo Hernández távozása után ő örökölte meg a tizenkilencest.

## A válogatottban

### Franciaország
2019-ben tagja volt az U20-as csapatnak, amellyel részt vett a 2019-es U20-as labdarúgó-világbajnokságon, négy meccsen lépett pályára és egy gólt szerzett Szaúd-arábia ellen a csoportkőr első fordulójában. 
2022. szeptember 15-én megkapta első válogatott behívóját, Didier Deschamps-tól, az UEFA Nemzetek Ligája két mérkőzésére.
Szeptember 22-én kezdőként debütált az Ausztria elleni 2–0-ra megnyert mérkőzésen.
2022. november 9-én Didier Deschamps nevezte a csapat 25-fős keretébe a 2022-es katari világbajnokságra.
Az első világbajnoki mérkőzését november 22-én játszotta Ausztrália ellen, a 4–1-re megnyert mérkőzésen a 77. percben lépett pályára Aurélien Tchouaméni-t váltva. 2024. május 16-án bekerült a 2024-es labdarúgó-Európa-bajnokságra utazó 25 fős keretbe.

## Statisztika
2024. május 19-i állapot szerint.
| Klub             | Szezon           | Bajnokság        | Bajnokság | Bajnokság | Kupa  | Kupa  | Ligakupa | Ligakupa | Nemzetközi | Nemzetközi | Egyéb | Egyéb | Összes | Összes |
| Klub             | Szezon           | Liga             | Mérk.     | Gólok     | Mérk. | Gólok | Mérk.    | Gólok    | Mérk.      | Gólok      | Mérk. | Gólok | Mérk.  | Gólok  |
| ---------------- | ---------------- | ---------------- | --------- | --------- | ----- | ----- | -------- | -------- | ---------- | ---------- | ----- | ----- | ------ | ------ |
| Strasbourg B     | 2017/18          | National 3       | 29        | 3         | —     | —     | —        | —        | —          | —          | —     | —     | 29     | 3      |
| Strasbourg B     | 2018/19          | National 3       | 5         | 1         | —     | —     | —        | —        | —          | —          | —     | —     | 5      | 1      |
| Strasbourg B     | Összesen         | Összesen         | 34        | 4         | —     | —     | —        | —        | —          | —          | —     | —     | 34     | 4      |
| Strasbourg       | 2018/19          | Ligue 1          | 17        | 2         | 1     | 0     | 4        | 1        | —          | —          | —     | —     | 22     | 3      |
| Strasbourg       | 2019/20          | Ligue 1          | 13        | 1         | 1     | 0     | 2        | 0        | 3          | 0          | —     | —     | 19     | 1      |
| Strasbourg       | Összesen         | Összesen         | 30        | 3         | 2     | 0     | 6        | 1        | 3          | 0          | —     | —     | 41     | 4      |
| Monaco           | 2019/20          | Ligue 1          | 7         | 0         | —     | —     | —        | —        | —          | —          | —     | —     | 7      | 0      |
| Monaco           | 2020/21          | Ligue 1          | 35        | 0         | 5     | 0     | —        | —        | —          | —          | —     | —     | 40     | 0      |
| Monaco           | 2021/22          | Ligue 1          | 33        | 0         | 4     | 0     | —        | —        | 9          | 1          | —     | —     | 46     | 1      |
| Monaco           | 2022/23          | Ligue 1          | 28        | 2         | 1     | 0     | —        | —        | 10         | 0          | —     | —     | 39     | 2      |
| Monaco           | 2023/24          | Ligue 1          | 32        | 4         | 3     | 0     | —        | —        | —          | —          | —     | —     | 35     | 4      |
| Monaco           | Összesen         | Összesen         | 143       | 6         | 13    | 0     | —        | —        | 19         | 1          | —     | —     | 175    | 7      |
| AC Milan         | 2024/25          | Serie A          | 0         | 0         | 0     | 0     | —        | —        | 0          | 0          | 0     | 0     | 0      | 0      |
| AC Milan         | Összesen         | Összesen         | 0         | 0         | 0     | 0     | 0        | 0        | 0          | 0          | 0     | 0     | 0      | 0      |
| KARRIER ÖSSZESEN | KARRIER ÖSSZESEN | KARRIER ÖSSZESEN | 207       | 13        | 15    | 0     | 6        | 1        | 22         | 1          | 0     | 0     | 250    | 15     |

1. ↑  A(z) Európa Liga selejtezőjében
2. ↑  Mérkőzése(i) a Bajnokok Ligája selejtezőjében: négyszer, 
a(z) Európa Ligában: ötször lépett pályára.
3. ↑  egy gól a EL-ben
4. ↑  A(z) Bajnokok Ligája selejtezőjében kétszer, a(z) Európa Ligában nyolcszor lépett pályára

### A válogatottban
2024. július 5-i állapot szerint.
| Franciaország | Franciaország | Franciaország |
| Év            | Mérk.         | Gólok         |
| ------------- | ------------- | ------------- |
| 2022          | 8             | 0             |
| 2023          | 7             | 2             |
| 2024          | 6             | 1             |
| ÖSSZESEN      | 21            | 3             |

## Sikerei, díjai
- Strasbourg
  - Francia ligakupa: 2018–19